# San Antonio
För andra betydelser, se San Antonio (olika betydelser).

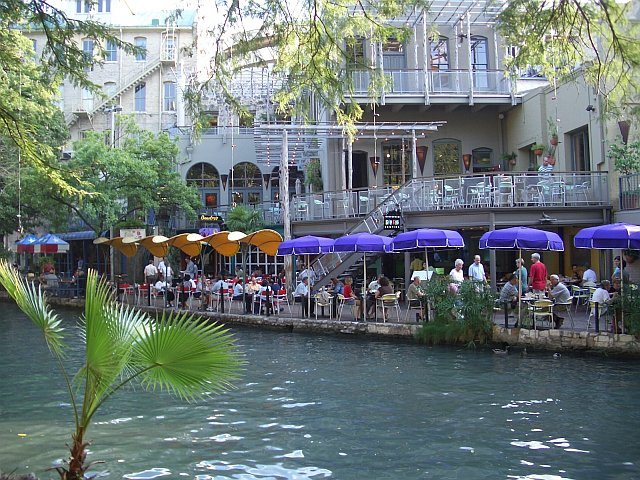
Restauranger längs Riverwalk

San Antonio är en stad i amerikanska delstaten Texas. San Antonio ligger söder om Austin. San Antonio är USA:s 17:e största stad med 1 434 625 invånare (2020 års siffror), och storstadsområdet San Antonio ligger på 24:e plats.

## Sevärdheter
- Alamo, historisk missionsstation och fort.
- Riverwalk, promenadstråk längs kanal med restauranger och klubbar.
- Tower of the Americas, högt observationstorn med en restaurang högst upp.

## Sport

### Professionellt lag i de stora lagsporterna
- NBA – basketboll
  - San Antonio Spurs

## Kända personer från San Antonio
- Stephen Herek, filmregissör
- Callie Khouri, manusförfattare, filmproducent och filmregissör
- Augustus McCloskey, jurist och politiker
- Rick Riordan, författare
- Whitley Strieber, författare
- Emma Tenayuca, fackföreningsorganisatör och lärare